# Dmitri Gubochkin
Dmitri Sergeyevich Gubochkin (tiếng Nga: Дмитрий Серге́евич Губочкин; sinh ngày 22 tháng 12 năm 1990) là một cầu thủ bóng đá người Nga. Anh thi đấu cho F.K. Rotor-2 Volgograd.